# EHF Liga Mistrzów 2018/2019
EHF Liga Mistrzów 2018/2019 – 59. edycja Ligi Mistrzów w piłce ręcznej mężczyzn. Termin zgłaszania drużyn upłynął 5 czerwca 2018. Do występów w EHF Liga Mistrzów uprawnionych było na podstawie rankingu EHF 29 drużyn. Chęć występów zgłosiły łącznie 34 drużyny: 22 drużyny z rankingu EHF (zrezygnowały z występów w EHF Lidze Mistrzów: HV FIQAS/Aalsmeer, RK Vojvodina, ÍBV Handbolti, HCB Karviná, Hapoel Riszon le-Cijjon, Achilles Bocholt oraz Alpla HC Hard i wystąpiły w rozgrywkach Pucharu EHF), 12 drużyn ubiegało się o "dziką kartę". EHF przyznało 5 "dzikich kart" w zależności od osiągnięć danej drużyny w występach w europejskich pucharach oraz kryteriów ustalonych przez EHF. Zatwierdzenie drużyn nastąpiło podczas posiedzenia EHF Executive Committee w Glasgow 18 czerwca 2018.
W bieżącym sezonie nie odbył się turniej kwalifikacyjny i rozgrywki rozpoczęły się od fazy grupowej, w której wystąpiło podobnie jak w poprzednich sezonach, 28 drużyn i zostały one podzielone na dwie 8-zespołowe oraz dwie 6-zespołowe grupy.
Turniej finałowy z udziałem czterech najlepszych drużyn Starego Kontynentu zostanie rozegrany tak jak w poprzednich edycjach, w hali Lanxess Arena w Kolonii w dniach 1-2 czerwca 2019.

## Drużyny uczestniczące
Z 34 zgłoszonych drużyn EHF zaakceptowała zgłoszenia 28 drużyn i dokonała podziału na grupy przed losowaniem.
| Grupy A, B                  | Grupy A, B              | Grupy A, B                  | Grupy A, B              |
| --------------------------- | ----------------------- | --------------------------- | ----------------------- |
| SG Flensburg-Handewitt (1.) | Rhein-Neckar Löwen (2.) | FC Barcelona (1.)           | MOL-Pick Szeged (1.)    |
| Telekom Veszprém (2.)       | Paris SG Handball (1.)  | Montpellier Handball (2.)OT | HBC Nantes (3.)         |
| PGE Vive Kielce (1.)        | Skjern Håndbold (1.)    | RK Wardar Skopje (1.)       | RK Zagrzeb (1.)         |
| Celje Pivovarna Laško (1.)  | HC Meszkow Brześć (1.)  | HK Motor Zaporoże (1.)      | IFK Kristianstad (1.)   |
| Grupy C, D                  |                         |                             |                         |
| CB Ademar León (2.)         | Orlen Wisła Płock (2.)  | Bjerringbro-Silkeborg (1.)  | RK Metalurg Skopje (2.) |
| Sporting CP (1.)            | Dinamo Bukareszt (1.)   | Wacker Thun (1.)            | Elverum Håndball (1.)   |
| Czechowskije Miedwiedi (1.) | Tatran Preszów (1.)     | Beşiktaş JK (1.)            | Riihimäki Cocks (1.)    |

Uwagi/legenda
- OT Obrońca tytułu
- Drużyny, która otrzymały "dziką kartę"
- w nawiasie podano miejsce, na którym dana drużyna ukończyła rozgrywki krajowe

## System rozgrywek
EHF Liga Mistrzów piłkarzy ręcznych w sezonie 2018/2019 składać się z trzech rund: fazy grupowej z fazą play-off, fazy pucharowej oraz Final Four.
- Faza grupowa: w fazie grupowej uczestniczyło 28 drużyn, które zostały podzielone na 2 grupy po 8 zespołów (grupy A i B) oraz na dwie grupy po 6 zespołów (C i D). Zmagania rozpoczęły się we wrześniu 2018 a zakończyły się w marcu 2019. Najlepsze drużyny z grup A i B awansowały bezpośrednio do ćwierćfinałów, natomiast drużyny z miejsc 2-6 walczyły w barażach o miejsca w ćwierćfinałach. W pozostałych grupach: dwie najlepsze drużyny z grup C i D walczyły w play-offach o awans do baraży do ćwierćfinału.
- Faza pucharowa: składała się z 1/6 oraz 1/4 finału, rozgrywki odbyły się w okresie marzec – maj 2019.
- Final Four: uczestniczyć w nim będą zwycięzcy ćwierćfinałów. Final Four składać się będzie z półfinałów, meczu o 3. miejsce oraz finału.

## Faza grupowa
W fazie grupowej uczestniczyły 28 drużyny, które zostały podzielone na 2 grupy po 8 zespołów i na 2 grupy po 6 zespołów. W grupach A i B najlepsze drużyny awansowały do ćwierćfinałów, zaś zespoły z miejsc 2-6 walczyły o awans w barażach do ćwierćfinałów. W grupach C i D po dwa najlepsze zespoły zagrały w kwalifikacjach do baraży do ćwierćfinałów.
Losowanie fazy grupowej odbyło się 29 czerwca 2018 w Wiedniu, w Austrii. Zespoły były losowane z ośmiu koszyków (grupy A i B) oraz sześciu (C i D). Drużyny z tego samego koszyka, nie mogły trafić do tej samej grupy, z wyjątkiem francuskich klubów.
| Koszyk 1                           | Koszyk 2                               | Koszyk 3                               | Koszyk 4                          |
| ---------------------------------- | -------------------------------------- | -------------------------------------- | --------------------------------- |
| Paris SG Handball RK Wardar Skopje | PGE Vive Kielce MOL-Pick Szeged        | SG Flensburg-Handewitt FC Barcelona    | Skjern Håndbold HC Meszkow Brześć |
| Koszyk 5                           | Koszyk 6                               | Koszyk 7                               | Koszyk 8                          |
| RK Zagrzeb Telekom Veszprém        | HK Motor Zaporoże Montpellier Handball | IFK Kristianstad Celje Pivovarna Laško | Rhein-Neckar Löwen HBC Nantes     |

| Koszyk 1                             | Koszyk 2                                | Koszyk 3                       |
| ------------------------------------ | --------------------------------------- | ------------------------------ |
| RK Metalurg Skopje Orlen Wisła Płock | CB Ademar León Bjerringbro-Silkeborg    | Sporting CP Elverum Håndball   |
| Koszyk 4                             | Koszyk 5                                | Koszyk 6                       |
| Beşiktaş JK Wacker Thun              | Czechowskije Miedwiedi Dinamo Bukareszt | Tatran Preszów Riihimäki Cocks |

### Grupa A
| Lp. | Drużyna              | M  | Mecze | Mecze | Mecze | Bramki | Bramki | Bramki | Pkt |
| Lp. | Drużyna              | M  | W     | R     | P     | +      | −      | +/−    | Pkt |
| --- | -------------------- | -- | ----- | ----- | ----- | ------ | ------ | ------ | --- |
| 1.  | FC Barcelona         | 14 | 12    | 0     | 2     | 486    | 391    | +95    | 24  |
| 2.  | Telekom Veszprém     | 14 | 10    | 0     | 4     | 410    | 382    | +28    | 20  |
| 3.  | RK Wardar Skopje     | 14 | 9     | 1     | 4     | 406    | 390    | +16    | 19  |
| 4.  | PGE Vive Kielce      | 14 | 7     | 0     | 7     | 439    | 430    | +9     | 14  |
| 5.  | Rhein-Neckar Löwen   | 14 | 7     | 0     | 7     | 418    | 410    | +8     | 14  |
| 6.  | HC Meszkow Brześć    | 14 | 4     | 1     | 9     | 379    | 419    | −40    | 9   |
| 7.  | Montpellier Handball | 14 | 3     | 1     | 10    | 377    | 414    | −37    | 7   |
| 8.  | IFK Kristianstad     | 14 | 2     | 1     | 11    | 396    | 475    | −79    | 5   |

### Grupa B
| Lp. | Drużyna                | M  | Mecze | Mecze | Mecze | Bramki | Bramki | Bramki | Pkt |
| Lp. | Drużyna                | M  | W     | R     | P     | +      | −      | +/−    | Pkt |
| --- | ---------------------- | -- | ----- | ----- | ----- | ------ | ------ | ------ | --- |
| 1.  | Paris SG Handball      | 14 | 13    | 0     | 1     | 455    | 385    | +70    | 26  |
| 2.  | MOL-Pick Szeged        | 14 | 9     | 2     | 3     | 411    | 397    | +14    | 20  |
| 3.  | SG Flensburg-Handewitt | 14 | 7     | 1     | 6     | 378    | 370    | +8     | 15  |
| 4.  | HBC Nantes             | 14 | 5     | 4     | 5     | 421    | 408    | +13    | 14  |
| 5.  | HK Motor Zaporoże      | 14 | 5     | 1     | 8     | 413    | 412    | +1     | 11  |
| 6.  | RK Zagrzeb             | 14 | 4     | 3     | 7     | 359    | 388    | −29    | 11  |
| 7.  | Skjern Håndbold        | 14 | 3     | 2     | 9     | 398    | 439    | −41    | 8   |
| 8.  | Celje Pivovarna Laško  | 14 | 3     | 1     | 10    | 380    | 416    | −36    | 7   |

### Grupa C
| Lp. | Drużyna                | M  | Mecze | Mecze | Mecze | Bramki | Bramki | Bramki | Pkt |
| Lp. | Drużyna                | M  | W     | R     | P     | +      | −      | +/−    | Pkt |
| --- | ---------------------- | -- | ----- | ----- | ----- | ------ | ------ | ------ | --- |
| 1.  | Bjerringbro-Silkeborg  | 10 | 8     | 0     | 2     | 323    | 273    | +50    | 16  |
| 2.  | Sporting CP            | 10 | 7     | 0     | 3     | 304    | 277    | +27    | 14  |
| 3.  | Tatran Preszów         | 10 | 7     | 0     | 3     | 278    | 268    | +10    | 14  |
| 4.  | Czechowskije Miedwiedi | 10 | 4     | 0     | 6     | 280    | 279    | +1     | 8   |
| 5.  | Beşiktaş JK            | 10 | 3     | 0     | 7     | 255    | 289    | −34    | 6   |
| 6.  | RK Metalurg Skopje     | 10 | 1     | 0     | 9     | 246    | 300    | −54    | 2   |

### Grupa D
| Lp. | Drużyna           | M  | Mecze | Mecze | Mecze | Bramki | Bramki | Bramki | Pkt |
| Lp. | Drużyna           | M  | W     | R     | P     | +      | −      | +/−    | Pkt |
| --- | ----------------- | -- | ----- | ----- | ----- | ------ | ------ | ------ | --- |
| 1.  | Dinamo Bukareszt  | 10 | 7     | 0     | 3     | 293    | 280    | +13    | 14  |
| 2.  | Orlen Wisła Płock | 10 | 7     | 0     | 3     | 278    | 250    | +28    | 14  |
| 3.  | Elverum Håndball  | 10 | 6     | 1     | 3     | 278    | 272    | +6     | 13  |
| 4.  | CB Ademar León    | 10 | 5     | 2     | 3     | 252    | 251    | +1     | 12  |
| 5.  | Riihimäki Cocks   | 10 | 2     | 2     | 6     | 246    | 269    | −23    | 6   |
| 6.  | Wacker Thun       | 10 | 0     | 1     | 9     | 268    | 293    | −25    | 1   |

### Play-off
Do play-off zakwalifikowały się po dwie najlepsze drużyny z grup C i D, które rozegrały ze sobą dwumecze.
| Drużyna 1                            | Wynik dwumeczu | Drużyna 2             | Pierwszy mecz | Drugi mecz |
| ------------------------------------ | -------------- | --------------------- | ------------- | ---------- |
| Sporting CP                          | 59:57          | Dinamo Bukareszt      | 32:31         | 27:26      |
| Orlen Wisła Płock                    | 49:46          | Bjerringbro-Silkeborg | 22:26         | 27:20      |
| Po lewej gospodarz pierwszego meczu. |                |                       |               |            |

Wyniki
| 23 lutego 201918:00 | Sporting CP      | 32:31(14:14) | Dinamo Bukareszt              | Pavilhão João Rocha, Lizbona Widzów: 2660 Sędzia: Robert Schulze Tobias Tönnies |
| 23 lutego 201918:00 | Ivan Nikčević 11 | 32:31(14:14) | 6 Hugo Descat 6 Amine Bannour | Pavilhão João Rocha, Lizbona Widzów: 2660 Sędzia: Robert Schulze Tobias Tönnies |
| 23 lutego 201918:00 | 4× · 2×          | 32:31(14:14) | 6× · 2×                       | Pavilhão João Rocha, Lizbona Widzów: 2660 Sędzia: Robert Schulze Tobias Tönnies |

| 23 lutego 201918:00 | Orlen Wisła Płock                         | 22:26(14:14) | Bjerringbro-Silkeborg  | Orlen Arena, Płock Widzów: 3850 Sędzia: Péter Herczeg Péter Südi |
| 23 lutego 201918:00 | Przemysław Krajewski 4 Dan-Emil Racoțea 4 | 22:26(14:14) | 8 Nikolaj Øris Nielsen | Orlen Arena, Płock Widzów: 3850 Sędzia: Péter Herczeg Péter Südi |
| 23 lutego 201918:00 | 4× · 1×                                   | 22:26(14:14) | 3× · 3×                | Orlen Arena, Płock Widzów: 3850 Sędzia: Péter Herczeg Péter Südi |

| 28 lutego 201920:00 | Dinamo Bukareszt                   | 26:27(15:11) | Sporting CP           | Sala Polivalentă Dinamo, Bukareszt Widzów: 2538 Sędzia: Vaidas Mažeika Mindaugas Gatelis |
| 28 lutego 201920:00 | András Szász 6 Răzvan Gavriloaia 6 | 26:27(15:11) | 7 Frankis Carol Marzo | Sala Polivalentă Dinamo, Bukareszt Widzów: 2538 Sędzia: Vaidas Mažeika Mindaugas Gatelis |
| 28 lutego 201920:00 | 5× · 3×                            | 26:27(15:11) | 5× · 3×               | Sala Polivalentă Dinamo, Bukareszt Widzów: 2538 Sędzia: Vaidas Mažeika Mindaugas Gatelis |

| 3 marca 201915:10 | Bjerringbro-Silkeborg   | 20:27(15:13) | Orlen Wisła Płock | JYSK arena, Silkeborg Widzów: 2213 Sędzia: Miljan Vešović Novica Mitrović |
| 3 marca 201915:10 | Jesper Brian Nøddesbo 4 | 20:27(15:13) | 8 Žiga Mlakar     | JYSK arena, Silkeborg Widzów: 2213 Sędzia: Miljan Vešović Novica Mitrović |
| 3 marca 201915:10 | 4× · 2×                 | 20:27(15:13) | 5× · 2× · 2×      | JYSK arena, Silkeborg Widzów: 2213 Sędzia: Miljan Vešović Novica Mitrović |

## Faza pucharowa
Prawo gry w tzw. 1/6 finału zagwarantowało sobie 12 zespołów (10 z grup A i B oraz zwycięzcy par play-off), które rozegrały dwumecze (u siebie i na wyjeździe). Zwycięzcy spotkań awansowali do ćwierćfinałów, do których bezpośrednio awansowali zwycięzcy grup A i B. W następnej rundzie 1/4 finału zespoły rozegrały ze sobą kolejne dwumecze, a ich zwycięzcy zagrają w Final Four.

### Zakwalifikowane zespoły
| Grupa              | Zakwalifikowani do ćwierćfinałów | Zakwalifikowani do 1/6 finału | Zakwalifikowani do 1/6 finału | Zakwalifikowani do 1/6 finału | Zakwalifikowani do 1/6 finału | Zakwalifikowani do 1/6 finału |
| Grupa              | Pierwsze miejsce                 | Drugie miejsce                | Trzecie miejsce               | Czwarte miejsce               | Piąte miejsce                 | Szóste miejsce                |
| ------------------ | -------------------------------- | ----------------------------- | ----------------------------- | ----------------------------- | ----------------------------- | ----------------------------- |
| A                  | FC Barcelona                     | Telekom Veszprém              | RK Wardar Skopje              | PGE Vive Kielce               | Rhein-Neckar Löwen            | HC Meszkow Brześć             |
| B                  | Paris SG Handball                | MOL-Pick Szeged               | SG Flensburg-Handewitt        | HBC Nantes                    | HK Motor Zaporoże             | RK Zagrzeb                    |
| Zwycięzcy play-off |                                  | Sporting CP Orlen Wisła Płock | Sporting CP Orlen Wisła Płock | Sporting CP Orlen Wisła Płock | Sporting CP Orlen Wisła Płock | Sporting CP Orlen Wisła Płock |

### 1/6 finału
| Drużyna 1                            | Wynik dwumeczu | Drużyna 2              | Pierwszy mecz | Drugi mecz |
| ------------------------------------ | -------------- | ---------------------- | ------------- | ---------- |
| Sporting CP                          | 57:65          | Telekom Veszprém       | 28:30         | 29:35      |
| Orlen Wisła Płock                    | 36:46          | MOL-Pick Szeged        | 20:22         | 16:24      |
| RK Zagrzeb                           | 48:59          | RK Wardar Skopje       | 18:27         | 30:32      |
| HC Meszkow Brześć                    | 48:60          | SG Flensburg-Handewitt | 28:30         | 20:30      |
| HK Motor Zaporoże                    | 62:67          | PGE Vive Kielce        | 33:33         | 29:34      |
| Rhein-Neckar Löwen                   | 61:62          | HBC Nantes             | 34:32         | 27:30      |
| Po lewej gospodarz pierwszego meczu. |                |                        |               |            |

Wyniki
| 20 marca 201919:00 | Rhein-Neckar Löwen   | 34:32(18:16) | HBC Nantes           | gospodarz Widzów: 5417 Sędzia: Andreu Marín Ignacio García Serradilla |
| 20 marca 201919:00 | Jannik Kohlbacher 11 | 34:32(18:16) | 7 Guy Olivier Nyokas | gospodarz Widzów: 5417 Sędzia: Andreu Marín Ignacio García Serradilla |
| 20 marca 201919:00 | 4× · 3×              | 34:32(18:16) | 1× · 1×              | gospodarz Widzów: 5417 Sędzia: Andreu Marín Ignacio García Serradilla |

| 23 marca 201918:30 | HK Motor Zaporoże  | 33:33(16:16) | PGE Vive Kielce   | gospodarz Widzów: 3500 Sędzia: Peter Brunovský Vladimír Čanda |
| 23 marca 201918:30 | Artem Kozakewycz 9 | 33:33(16:16) | 8 Alex Dujshebaev | gospodarz Widzów: 3500 Sędzia: Peter Brunovský Vladimír Čanda |
| 23 marca 201918:30 | 3×                 | 33:33(16:16) | 2× · 3×           | gospodarz Widzów: 3500 Sędzia: Peter Brunovský Vladimír Čanda |

| 23 marca 201920:00 | HC Meszkow Brześć | 28:30(14:14) | SG Flensburg-Handewitt | gospodarz Widzów: 3500 Sędzia: Mirza Kurtagic Mattias Wetterwik |
| 23 marca 201920:00 | Petar Đorđić 6    | 28:30(14:14) | 8 Rasmus Lauge Schmidt | gospodarz Widzów: 3500 Sędzia: Mirza Kurtagic Mattias Wetterwik |
| 23 marca 201920:00 | 2× · 1×           | 28:30(14:14) | 7× · 2×                | gospodarz Widzów: 3500 Sędzia: Mirza Kurtagic Mattias Wetterwik |

| 23 marca 201920:30 | RK Zagrzeb   | 18:27(6:14) | RK Wardar Skopje | gospodarz Widzów: 7836 Sędzia: Lars Geipel Marcus Helbig |
| 23 marca 201920:30 |              | 18:27(6:14) |                  | gospodarz Widzów: 7836 Sędzia: Lars Geipel Marcus Helbig |
| 23 marca 201920:30 | 4× · 1× · 1× | 18:27(6:14) | 1×               | gospodarz Widzów: 7836 Sędzia: Lars Geipel Marcus Helbig |

| 24 marca 201916:00 | Orlen Wisła Płock                          | 20:22(10:10) | SC Pick Szeged          | gospodarz Widzów: 4000 Sędzia: Lars Jørum Håvard Kleven |
| 24 marca 201916:00 | Michał Daszek 5 José Guilherme de Toledo 5 | 20:22(10:10) | 6 Joan Cañellas Reixach | gospodarz Widzów: 4000 Sędzia: Lars Jørum Håvard Kleven |
| 24 marca 201916:00 | 4× · 2×                                    | 20:22(10:10) | 1× · 2×                 | gospodarz Widzów: 4000 Sędzia: Lars Jørum Håvard Kleven |

| 24 marca 201917:00 | Sporting CP        | 28:30(15:14) | Telekom Veszprém | gospodarz Widzów: 2903 Sędzia: Jónas Elíasson Anton Gylfi Pálsson |
| 24 marca 201917:00 | Valentin Ghionea 7 | 28:30(15:14) | 9 Petar Nenadić  | gospodarz Widzów: 2903 Sędzia: Jónas Elíasson Anton Gylfi Pálsson |
| 24 marca 201917:00 | 4× · 2×            | 28:30(15:14) | 3× · 3×          | gospodarz Widzów: 2903 Sędzia: Jónas Elíasson Anton Gylfi Pálsson |

| 30 marca 201916:00 | PGE Vive Kielce                       | 34:29(17:12) | HK Motor Zaporoże  | gospodarz Widzów: 3900 Sędzia: Ivan Caçador Eurico Nicolau |
| 30 marca 201916:00 | Alex Dujshebaev 6 Uładzisłau Kulesz 6 | 34:29(17:12) | 9 Artem Kozakewycz | gospodarz Widzów: 3900 Sędzia: Ivan Caçador Eurico Nicolau |
| 30 marca 201916:00 | 2× · 3×                               | 34:29(17:12) | 4× · 1×            | gospodarz Widzów: 3900 Sędzia: Ivan Caçador Eurico Nicolau |

| 30 marca 201917:30 | Telekom Veszprém | 35:29(17:14) | Sporting CP                      | gospodarz Widzów: 5019 Sędzia: Arthur Brunner Morad Salah |
| 30 marca 201917:30 | Manuel Štrlek 7  | 35:29(17:14) | 6 Tiago Rocha 6 Valentin Ghionea | gospodarz Widzów: 5019 Sędzia: Arthur Brunner Morad Salah |
| 30 marca 201917:30 | 2× · 2×          | 35:29(17:14) | 3× · 2×                          | gospodarz Widzów: 5019 Sędzia: Arthur Brunner Morad Salah |

| 30 marca 201919:00 | HBC Nantes                             | 30:27(14:14) | Rhein-Neckar Löwen                                  | gospodarz Widzów: 5902 Sędzia: Marek Baranowski Bogdan Lemanowicz |
| 30 marca 201919:00 | Romain Lagarde 8 Valero Rivera Folch 8 | 30:27(14:14) | 5 Andy Schmid 5 Vladan Lipovina 5 Jannik Kohlbacher | gospodarz Widzów: 5902 Sędzia: Marek Baranowski Bogdan Lemanowicz |
| 30 marca 201919:00 | 3× · 3×                                | 30:27(14:14) | 2× · 3×                                             | gospodarz Widzów: 5902 Sędzia: Marek Baranowski Bogdan Lemanowicz |

| 30 marca 201919:30 | RK Wardar Skopje | 32:30(19:13) | RK Zagrzeb       | gospodarz Widzów: 5500 Sędzia: Jesper Kirkholm Madsen Henrik Mortensen |
| 30 marca 201919:30 | Ivan Čupić 9     | 32:30(19:13) | 11 Zlatko Horvat | gospodarz Widzów: 5500 Sędzia: Jesper Kirkholm Madsen Henrik Mortensen |
| 30 marca 201919:30 | 1× · 1×          | 32:30(19:13) | 7× · 3×          | gospodarz Widzów: 5500 Sędzia: Jesper Kirkholm Madsen Henrik Mortensen |

| 31 marca 201917:00 | SC Pick Szeged  | 24:16(13:8) | Orlen Wisła Płock | gospodarz Widzów: 3200 Sędzia: Zigmārs Sondors Renārs Līcis |
| 31 marca 201917:00 | Bence Bánhidi 6 | 24:16(13:8) | 5 Tomasz Gębala   | gospodarz Widzów: 3200 Sędzia: Zigmārs Sondors Renārs Līcis |
| 31 marca 201917:00 | 3× · 2×         | 24:16(13:8) | 3× · 2×           | gospodarz Widzów: 3200 Sędzia: Zigmārs Sondors Renārs Līcis |

| 31 marca 201919:00 | SG Flensburg-Handewitt | 30:20(14:8) | HC Meszkow Brześć | gospodarz Widzów: 4709 Sędzia: Ivan Pavićević Miloš Ražnatović |
| 31 marca 201919:00 | Hampus Wanne 7         | 30:20(14:8) | 6 Darko Đukić     | gospodarz Widzów: 4709 Sędzia: Ivan Pavićević Miloš Ražnatović |
| 31 marca 201919:00 | 3× · 2×                | 30:20(14:8) | 4× · 1×           | gospodarz Widzów: 4709 Sędzia: Ivan Pavićević Miloš Ražnatović |

### 1/4 finału
| Drużyna 1                            | Wynik dwumeczu | Drużyna 2         | Pierwszy mecz | Drugi mecz |
| ------------------------------------ | -------------- | ----------------- | ------------- | ---------- |
| HBC Nantes                           | 51:61          | FC Barcelona      | 25:32         | 26:29      |
| PGE Vive Kielce                      | 60:59          | Paris SG Handball | 34:24         | 26:35      |
| SG Flensburg-Handewitt               | 47:57          | Telekom Veszprém  | 22:28         | 25:29      |
| RK Wardar Skopje                     | 56:54          | MOL-Pick Szeged   | 31:25         | 25:29      |
| Po lewej gospodarz pierwszego meczu. |                |                   |               |            |

#### Wyniki
| 24 kwietnia 201919:00 | SG Flensburg-Handewitt            | 22:28(15:15) | Telekom Veszprém  | gospodarz Widzów: 5118 Sędzia: Václav Horáček Jiří Novotný |
| 24 kwietnia 201919:00 | Holger Glandorf 5 Magnus Jøndal 5 | 22:28(15:15) | 6 Andreas Nilsson | gospodarz Widzów: 5118 Sędzia: Václav Horáček Jiří Novotný |
| 24 kwietnia 201919:00 | 3× · 1×                           | 22:28(15:15) | 4× · 3×           | gospodarz Widzów: 5118 Sędzia: Václav Horáček Jiří Novotný |

| 24 kwietnia 201920:45 | HBC Nantes            | 25:32(12:16) | FC Barcelona       | gospodarz Widzów: 5902 Sędzia: Matija Gubica Boris Milošević |
| 24 kwietnia 201920:45 | Valero Rivera Folch 8 | 25:32(12:16) | 9 Ludovic Fabregas | gospodarz Widzów: 5902 Sędzia: Matija Gubica Boris Milošević |
| 24 kwietnia 201920:45 | 3× · 1×               | 25:32(12:16) | 4× · 3×            | gospodarz Widzów: 5902 Sędzia: Matija Gubica Boris Milošević |

| 25 kwietnia 201920:00 | RK Wardar Skopje | 31:23(14:12) | SC Pick Szeged  | gospodarz Widzów: 5500 Sędzia: Michal Baďura Jaroslav Ondogrecula |
| 25 kwietnia 201920:00 | Igor Karačić 8   | 31:23(14:12) | 5 Bence Bánhidi | gospodarz Widzów: 5500 Sędzia: Michal Baďura Jaroslav Ondogrecula |
| 25 kwietnia 201920:00 | 3× · 3×          | 31:23(14:12) | 5× · 2×         | gospodarz Widzów: 5500 Sędzia: Michal Baďura Jaroslav Ondogrecula |

| 27 kwietnia 201918:00 | PGE Vive Kielce                      | 34:24(16:11) | Paris SG Handball | gospodarz Widzów: 4200 Sędzia: Evgeny Zotin Nikolay Volodkov |
| 27 kwietnia 201918:00 | Uładzisłau Kulesz 6 Arciom Karalok 6 | 34:24(16:11) | 11 Uwe Gensheimer | gospodarz Widzów: 4200 Sędzia: Evgeny Zotin Nikolay Volodkov |
| 27 kwietnia 201918:00 | 4× · 3×                              | 34:24(16:11) | 2× · 3×           | gospodarz Widzów: 4200 Sędzia: Evgeny Zotin Nikolay Volodkov |

| 4 maja 201917:30 | Telekom Veszprém  | 29:25(17:13) | SG Flensburg-Handewitt | gospodarz Widzów: 5321 Sędzia: Stevann Pichon Laurent Reveret |
| 4 maja 201917:30 | Andreas Nilsson 5 | 29:25(17:13) | 7 Hampus Wanne         | gospodarz Widzów: 5321 Sędzia: Stevann Pichon Laurent Reveret |
| 4 maja 201917:30 | 3× · 1×           | 29:25(17:13) | 1× · 2×                | gospodarz Widzów: 5321 Sędzia: Stevann Pichon Laurent Reveret |

| 4 maja 201919:30 | FC Barcelona                | 29:26(17:14) | HBC Nantes        | gospodarz Widzów: 5278 Sędzia: Martin Gjeding Mads Hansen |
| 4 maja 201919:30 | Lasse Bredekjær Andersson 5 | 29:26(17:14) | 5 Nicolas Tournat | gospodarz Widzów: 5278 Sędzia: Martin Gjeding Mads Hansen |
| 4 maja 201919:30 | 3× · 1×                     | 29:26(17:14) | 3× · 1×           | gospodarz Widzów: 5278 Sędzia: Martin Gjeding Mads Hansen |

| 5 maja 201917:00 | Paris SG Handball | 35:26(18:11) | PGE Vive Kielce | gospodarz Widzów: 3500 Sędzia: Nenad Nikolić Dušan Stojković |
| 5 maja 201917:00 | Nedim Remili 13   | 35:26(18:11) | 6 Luka Cindrić  | gospodarz Widzów: 3500 Sędzia: Nenad Nikolić Dušan Stojković |
| 5 maja 201917:00 | 8× · 3× · 1×      | 35:26(18:11) | 8× · 3×         | gospodarz Widzów: 3500 Sędzia: Nenad Nikolić Dušan Stojković |

| 5 maja 201919:00 | SC Pick Szeged  | 29:25(17:9) | RK Wardar Skopje | gospodarz Widzów: 3200 Sędzia: Óscar Raluy López Ángel Sabroso Ramírez |
| 5 maja 201919:00 | Bence Bánhidi 7 | 29:25(17:9) | 8 Igor Karačić   | gospodarz Widzów: 3200 Sędzia: Óscar Raluy López Ángel Sabroso Ramírez |
| 5 maja 201919:00 | 8× · 4× · 2×    | 29:25(17:9) | 5× · 2× · 1×     | gospodarz Widzów: 3200 Sędzia: Óscar Raluy López Ángel Sabroso Ramírez |

### Final Four
W fazie Final Four wzięły udział cztery najlepsze zespoły, które zwyciężyły w meczach ćwierćfinałowych. Final Four składa się z półfinałów, meczu o 3. miejsce oraz finału. Wszystkie mecze odbędą się w Kolonii w hali Lanxess Arena.
Losowanie Final Four zostało przeprowadzone 7 maja 2019 o godz. 12:00 w Kolonii.
|  |                  |                  |                  |                   |    |                  |                  |       |
|  | Półfinały        | Półfinały        | Półfinały        |                   |    | Finał            | Finał            | Finał |
|  | Półfinały        | Półfinały        | Półfinały        |                   |    | Finał            | Finał            | Finał |
|  | 1 czerwca        |                  |                  |                   |    |                  |                  |       |
|  |                  |                  |                  |                   |    |                  |                  |       |
|  | FC Barcelona     | FC Barcelona     | 27               |                   |    |                  |                  |       |
|  | FC Barcelona     | FC Barcelona     | 27               | 2 czerwca         |    |                  |                  |       |
|  | RK Wardar Skopje | RK Wardar Skopje | 29               |                   |    |                  |                  |       |
|  | RK Wardar Skopje | RK Wardar Skopje | 29               |                   |    | RK Wardar Skopje | RK Wardar Skopje | 27    |
|  | 1 czerwca        |                  |                  |                   |    | RK Wardar Skopje | RK Wardar Skopje | 27    |
|  |                  |                  | Telekom Veszprém | Telekom Veszprém  | 24 |                  |                  |       |
|  | Telekom Veszprém | Telekom Veszprém | Telekom Veszprém | Telekom Veszprém  | 24 | 33               |                  |       |
|  | Telekom Veszprém | Telekom Veszprém |                  |                   |    |                  |                  |       |
|  | PGE Vive Kielce  | PGE Vive Kielce  | 30               |                   |    |                  |                  |       |
|  | PGE Vive Kielce  | PGE Vive Kielce  | 30               | Mecz o 3. miejsce |    |                  |                  |       |
|  |                  |                  |                  |                   |    |                  |                  |       |
|  | 2 czerwca        |                  |                  |                   |    |                  |                  |       |
|  |                  |                  |                  |                   |    |                  |                  |       |
|  | FC Barcelona     | FC Barcelona     | 40               |                   |    |                  |                  |       |
|  | FC Barcelona     | FC Barcelona     | 40               |                   |    |                  |                  |       |
|  | PGE Vive Kielce  | PGE Vive Kielce  | 35               |                   |    |                  |                  |       |
|  | PGE Vive Kielce  | PGE Vive Kielce  | 35               |                   |    |                  |                  |       |

#### Półfinały
| 1 czerwca 201915:15 | Telekom Veszprém | 33:30(13:13) | PGE Vive Kielce   | Lanxess Arena, Kolonia Widzów: 19250 Sędzia: Sławe Nikołow Ǵorgi Naczewski |
| 1 czerwca 201915:15 | Petar Nenadić 12 | 33:30(13:13) | 6 Alex Dujshebaev | Lanxess Arena, Kolonia Widzów: 19250 Sędzia: Sławe Nikołow Ǵorgi Naczewski |
| 1 czerwca 201915:15 | 3× · 2× · 1×     | 33:30(13:13) | 2× · 2×           | Lanxess Arena, Kolonia Widzów: 19250 Sędzia: Sławe Nikołow Ǵorgi Naczewski |

| 1 czerwca 201918:00 | FC Barcelona         | 27:29(16:9) | RK Wardar Skopje     | Lanxess Arena, Kolonia Widzów: 19250 Sędzia: Zigmārs Sondors Renārs Līcis |
| 1 czerwca 201918:00 | Aleix Gómez Abelló 9 | 27:29(16:9) | 10 Dainis Krištopāns | Lanxess Arena, Kolonia Widzów: 19250 Sędzia: Zigmārs Sondors Renārs Līcis |
| 1 czerwca 201918:00 | 5× · 4× · 1×         | 27:29(16:9) | 3× · 2×              | Lanxess Arena, Kolonia Widzów: 19250 Sędzia: Zigmārs Sondors Renārs Līcis |

#### Mecz o 3. miejsce
| 2 czerwca 201915:15 | FC Barcelona | 40:35(20:16) | PGE Vive Kielce     | Lanxess Arena, Kolonia Widzów: 19250 Sędzia: Duarte Santos Ricardo Fonseca |
| 2 czerwca 201915:15 | Dika Mem 8   | 40:35(20:16) | 10 Arkadiusz Moryto | Lanxess Arena, Kolonia Widzów: 19250 Sędzia: Duarte Santos Ricardo Fonseca |
| 2 czerwca 201915:15 | 10× · 1×     | 40:35(20:16) | 8× · 4×             | Lanxess Arena, Kolonia Widzów: 19250 Sędzia: Duarte Santos Ricardo Fonseca |

#### Finał
| 2 czerwca 201918:00 | RK Wardar Skopje          | 27:24(16:11) | Telekom Veszprém      | Lanxess Arena, Kolonia Widzów: 19250 Sędzia: Lars Geipel Marcus Helbig |
| 2 czerwca 201918:00 | Rogério Moraes Ferreira 6 | 27:24(16:11) | 4 Kent Robin Tønnesen | Lanxess Arena, Kolonia Widzów: 19250 Sędzia: Lars Geipel Marcus Helbig |
| 2 czerwca 201918:00 | 2× · 4×                   | 27:24(16:11) | 5× · 1×               | Lanxess Arena, Kolonia Widzów: 19250 Sędzia: Lars Geipel Marcus Helbig |

### Drużyna Gwiazd
Skład najlepszych zawodników został ogłoszony przez EHF przed rozpoczęciem Final Four.
| Pozycja                         | Zawodnik                | Klub              |
| ------------------------------- | ----------------------- | ----------------- |
| Najlepszy bramkarz              | Dejan Milosavljev       | RK Wardar Skopje  |
| Najlepszy prawoskrzydłowy       | Ivan Cupić              | RK Wardar Skopje  |
| Najlepszy prawy rozgrywający    | Dainis Krištopāns       | RK Wardar Skopje  |
| Najlepszy środkowy rozgrywający | Kentin Mahé             | Telekom Veszprém  |
| Najlepszy lewy rozgrywający     | Mikkel Hansen           | Paris SG Handball |
| Najlepszy lewoskrzydłowy        | Timur Dibirow           | RK Wardar Skopje  |
| Najlepszy obrotowy              | Julen Aguinagalde       | PGE Vive Kielce   |
| Najlepszy obrońca               | Blaž Blagotinšek        | Telekom Veszprém  |
| Najlepszy młody gracz           | Ludovic Fabregas        | FC Barcelona      |
| Najlepszy trener                | Roberto García Parrondo | RK Wardar Skopje  |

## Najlepsi strzelcy
| Pozycja | Zawodnik            | Zespół               | Liczba bramek |
| ------- | ------------------- | -------------------- | ------------- |
| 1.      | Alex Dujshebaev     | PGE Vive Kielce      | 99            |
| 2.      | Dainis Krištopāns   | RK Wardar Skopje     | 94            |
| 3.      | Andy Schmid         | Rhein-Neckar Löwen   | 91            |
| 4.      | Barys Puchouski     | HK Motor Zaporoże    | 87            |
| 4.      | Melvyn Richardson   | Montpellier Handball | 87            |
| 6.      | Zlatko Horvat       | RK Zagrzeb           | 85            |
| 7.      | Valero Rivera Folch | HBC Nantes           | 81            |
| 8.      | Nedim Remili        | Paris SG Handball    | 80            |
| 9.      | Uwe Gensheimer      | Paris SG Handball    | 79            |
| 9.      | Jannik Kohlbacher   | Rhein-Neckar Löwen   | 79            |

Źródło: Top 50 Scorers

## Niebieskie kartki
Następujący zawodnicy otrzymali od sędziów najpierw czerwone, a później niebieskie kartki za faule lub niesportowe zachowanie z zawieszeniem zawodnika na co najmniej jeden mecz:
- José Guilherme de Toledo w meczu fazy grupowej: Orlen Wisła Płock - Dinamo Bukareszt - zawieszenie na jeden mecz[38]